# وسيلة التبادل
تعني وسيلة التبادل في علم الاقتصاد، هي أي عنصر مقبول على نطاق واسع في مقابل السلع والخدمات. في الاقتصادات الحديثة، تعتبر العملة هي الوسيلة الأكثر استخدامًا للتبادل.
يُفترض أن أصل «وسائل التبادل» في المجتمعات البشرية قد نشأ في العصور القديمة مع تنامي الوعي بحدود المقايضة. يتبع شكل «وسيط التبادل» شكل الرمز المميز، والذي تم تنقيحه أيضًا باعتباره نقودًا. تعتبر «وسيلة التبادل» إحدى وظائف المال.  يعمل التبادل كأداة وسيطة حيث يمكن أن يكون الاستخدام للحصول على أي سلعة أو خدمة ويتجنب قيود المقايضة. حيث يجب أن يكون ما يريده المرء متطابقًا مع ما يقدمه الآخر.

## التغلب على قيود المقايضة
في معاملة المقايضة، يتم استبدال سلعة ثمينة بأخرى بقيمة مكافئة تقريبًا، وصف ويليام ستانلي جيفونز كيف أن الوسيط المقبول على نطاق واسع يسمح بتقسيم كل مقايضة إلى ثلاث صعوبات في المقايضة. تعتبر وسيلة التبادل تلغي الحاجة إلى تزامن الاحتياجات.

### تزامن الاحتياجات
يتطلب تبادل المقايضة أن يكون لكل طرف في صفقة ما شيء يرغب فيه الآخر. تزيل وسيلة التبادل هذا المطلب، مما يسمح للفرد بالبيع والشراء من أطراف مختلفة عبر أداة وسيطة.

### مقياس للقيمة
يتطلب سوق المقايضة نظريًا معرفة قيمة كل سلعة، وهو أمر غير عملي للترتيب وغير عملي للمحافظة عليه. إذا مرت جميع عمليات التبادل "عبر" وسيط وسيط، مثل المال، فيمكن عندئذٍ تسعير البضائع من حيث تلك الوسيلة الواحدة. تسمح وسيلة التبادل بتعيين القيم النسبية للعناصر في السوق وتعديلها بسهولة. يُشار إلى هذا أحد أبعاد نظام النقود الورقية الحديث باسم " وحدة الحساب" 

### وسائل التقسيم
تتطلب معاملة المقايضة أن يكون كلا الكائنين قيد المقايضة لهما قيمة مكافئة. يمكن تقسيم وسيلة التبادل إلى وحدات صغيرة بما يكفي لتقريب قيمة أي سلعة أو خدمة.

### المعاملات بمرور الوقت
تحدث صفقة المقايضة عادةً على الفور أو خلال فترة زمنية قصيرة. من ناحية أخرى، يعمل المال أيضًا كمخزن للقيمة، حتى يصبح المطلوب متاحًا.

## المعوقات المتبادلة مع وظيفة تخزين القيمة
تنتشر وسيلة التبادل المثالية في جميع أنحاء السوق للسماح للأفراد الذين لديهم إمكانية التبادل بالشراء والبيع. عندما يخدم المال وظيفة مخزن للقيمة، كما تفعل النقود الورقية، هناك دوافع متضاربة للسياسة النقدية. هذا لأن مخزن القيمة يمكن أن يصبح أكثر قيمة إذا كان نادرًا في السوق. عندما تكون وسيلة التبادل نادرة، سيدفع التجار إيجارها (الفائدة)، والتي تعمل كمقاومة للتجارة. في البيئات المستقرة أو الانكماشية، الفائدة هي تحويل صافي للثروة من المدين إلى الدائن مع التحويل المعاكس في ظل البيئات التضخمية.

## وسيلة التبادل وقياس القيمة
تعمل العملات الورقية كأموال «ليس لها قيمة جوهرية»  ولكنها قيم تبادلية تسهل قيمة قابلة للقياس للتبادل. يقيس السوق أو يحدد القيمة الحقيقية للسلع والخدمات المختلفة باستخدام وسيط التبادل كوحدة قياس، أي المعيار أو عصا الفناء لقياس الثروة. لا يوجد بديل آخر للآلية التي يستخدمها السوق لتحديد أو تحديد أو قياس قيمة السلع والخدمات المختلفة. تحديد السعر شرط أساسي للعدالة في المقابل، والتخصيص الفعال للموارد، والنمو الاقتصادي، والرفاهية والعدالة. إن الوظيفة الأكثر أهمية وأساسية لوسيلة التبادل هي أن تكون مقبولة على نطاق واسع ولديها قوة شرائية مستقرة نسبيًا (قيمة حقيقية). الخصائص التالية ضرورية:
1. قيمة الأصول المشتركة
2. مشترك ويمكن الوصول إليه
3. فائدة ثابتة
4. تكلفة منخفضة للحفظ
5. قابلية النقل
6. قابلية التجزئة
7. قيمة سوقية عالية من حيث الحجم والوزن
8. الاعتراف
9. مقاومة التقليد

لكي تكون وسيلة التبادل مقياسًا للقيمة، تتطلب قيمة متأصلة ثابتة خاصة بها أو يجب أن تكون مرتبطة ارتباطًا وثيقًا بسلة محددة من السلع والخدمات. علاوة على ذلك، قيمة جوهرية ثابتة[محل شك] والقوة الشرائية المستقرة مطلوبة. كان الذهب شائعًا منذ فترة طويلة كوسيلة للتبادل[محل شك]ومخزن للقيمة لأنه كان خاملًا، مما يعني أنه كان مناسبًا للتنقل نظرًا لوجود كميات صغيرة من الذهب ذات قيمة كبيرة وثابتة[محل شك] .
يجادل بعض منتقدي نظام النقود الإلزامية السائد بأن النقود الإلزامية هي السبب الجذري لسلسلة الأزمات الاقتصادية المستمرة، لأنها تؤدي إلى هيمنة الاحتيال والفساد والتلاعب، على وجه التحديد لأنها لا تفي بمعايير وسيط الصرف المذكور أعلاه. على وجه التحديد، فإن النقود الورقية السائدة عائمة بحرية، واعتمادًا على سوق العرض الخاص بها، تجد أو تحدد قيمة لها تستمر في التغير مع تغير عرض النقود فيما يتعلق بطلب الاقتصاد. إن زيادة عرض النقود العائم فيما يتعلق باحتياجات الاقتصاد يقلل من كمية سلة السلع والخدمات. إنها ليست وحدة أو مقياسًا قياسيًا للثروة، وبالتالي فإن التلاعب يعيق آلية السوق من خلال تحديد أو تحديد الأسعار العادلة. يؤدي هذا إلى وضع لا تكون فيه البيانات الاقتصادية المتعلقة بالقيمة عادلة أو موثوقة. من ناحية أخرى، يزعم أنصار Chartalists أن القدرة على التلاعب بقيمة النقود الورقية هي ميزة، حيث أن الحافز المالي يكون متاحًا بسهولة أكبر في أوقات الأزمات الاقتصادية.

## المتطلبات اللازمة
على الرغم من أن وحدة الحساب يجب أن تكون مرتبطة بطريقة ما بوسيلة التبادل المستخدمة، على سبيل المثال ضمان أن العملة في فئات من تلك الوحدة، مما يجعل المحاسبة أسهل في الأداء، إلا أنه في كثير من الأحيان لا يكون لوسائل التبادل علاقة طبيعية بـ تلك الوحدة، ويجب «سكها» على أنها لها هذه القيمة. علاوة على ذلك، قد تكون هناك تباينات في جودة السلعة الأساسية والتي قد لا تكون قد وافقت بشكل كامل على تصنيف القيمة المتصورة. يصبح الفرق بين الوظيفتين واضحًا عندما يأخذ المرء في الاعتبار حقيقة أن العملات المعدنية غالبًا ما يتم «حلقها». تمت إزالة المعادن الثمينة منها، مما جعلها لا تزال مفيدة كعملة يمكن تحديدها في السوق، لعدد معين من الوحدات في التجارة، ولكنها لم تعد تحتوي على كمية المعدن التي يوفرها صانع العملة. لوحظ في وقت مبكر مثل نيكول أورسمة ونيكولاس كوبرنيكوس ثم في عام 1558 بواسطة السير توماس غريشام أن الأموال «السيئة» تطرد «الجيد» في أي سوق. (ينص قانون كريشام على أنه «حيثما توجد قوانين المناقصات القانونية، فإن الأموال السيئة تجني المال الجيد»). يتبع تعريف أكثر دقة ما يلي: «العملة التي يتم المبالغة في تقدير قيمتها بشكل مصطنع بموجب القانون ستخرج عملة مقومة بأقل من قيمتها بشكل مصطنع بموجب هذا القانون.» قانون جريشام هو تطبيق محدد للقانون العام للتحكم في الأسعار. التفسير الشائع هو أن الناس سيحتفظون دائمًا بعملة أقل غشًا، وأقل قصًا، وأقل حيازة، وأقل تقليمًا، ويقدمون العملة الأخرى في السوق للوحدات الكاملة التي تم وضع علامة عليها. إنها حتما العملات المعدنية السيئة المقدمة، والعملات الجيدة المحتفظ بها.
تعتبر البنوك، بصفتها وسطاء ماليين بين المدخرين النهائيين والمقترضين،  وقدرتها على توليد وسيط للتبادل أعلى من مخزن قيمة العملة الورقية، أساس العمل المصرفي. تقوم الخدمات المصرفية المركزية على مبدأ أنه لا يوجد وسيط يتطلب أكثر من ضمان الدولة بأنه يمكن استردادها لسداد الديون كـ «غطاء قانوني» - لذا فإن جميع الأموال المدعومة بالتساوي من قبل الدولة تعتبر أموالًا جيدة، داخل تلك الدولة.  طالما أن هذه الحالة تنتج أي شيء ذي قيمة للآخرين، فإن وسيلة التبادل لها بعض القيمة، وقد تكون العملة مفيدة أيضًا كمعيار للدفع المؤجل من بين أمور أخرى.
من بين جميع وظائف النقود، كانت وظيفة التبادل تاريخيًا هي الأكثر إشكالية بسبب التزييف، والخلق المنهجي والمتعمد للأموال السيئة دون إذن للقيام بذلك، مما أدى إلى التخلص من الأموال الجيدة تمامًا.
لا تعتمد الوظائف الأخرى على التعرف على بعض الرموز المميزة أو وزن المعدن في السوق، حيث يكون الوقت اللازم لاكتشاف أي مزيف محدودًا ومزايا النجاح في التمرير مرتفعًا، ولكن على عقود اجتماعية طويلة الأجل أكثر استقرارًا: لا يمكن للمرء بسهولة إجبار الكل يقبل المجتمع معيارًا مختلفًا للدفع المؤجل، ويتطلب حتى مجموعات صغيرة من الأشخاص دعم السعر الأدنى لمتجر ذي قيمة، وأقل لإعادة تسعير كل شيء وإعادة كتابة جميع الحسابات إلى وحدة حساب (الوظيفة الأكثر استقرارًا). وبالتالي، فإنها تميل إلى أن تكون وسيلة التبادل التي تقيد ما يمكن استخدامه كشكل من أشكال رأس المال المالي.
كان من الشائع في الولايات المتحدة قبول الشيك على نطاق واسع (British English) كوسيلة للتبادل، ربما صادق عليها العديد من الأطراف عدة مرات قبل أن يتم إيداعها في النهاية بقيمتها في وحدات الحساب، وبالتالي استردادها. أصبحت هذه الممارسة أقل شيوعًا حيث تم استغلالها من قبل المزورين وأدت إلى تأثير الدومينو للشيكات المرتجعة - وهي سابقة لنوع الهشاشة التي ستحدثها الأنظمة الإلكترونية في النهاية.
في عصر النقود الإلكترونية (العملات المشفرة)، كان من الشائع، ولا يزال، استخدام سلاسل طويلة جدًا من الأرقام التي يصعب إعادة إنتاجها، والتي تم إنشاؤها بواسطة طرق التشفير، لمصادقة المعاملات والالتزامات على أنها تأتي من أطراف موثوقة. وهكذا، أصبحت وظيفة وسيط التبادل جزءًا من السوق وإشاراته بالكامل، وتم دمجها تمامًا مع وظيفة وحدة الحساب، بحيث، نظرًا لسلامة نظام المفتاح العام الذي تستند إليه، فإنها تصبح كذلك. درجة لا ينفصلان. هذا له مزايا واضحة - التزييف صعب أو مستحيل ما لم يتم اختراق النظام بأكمله، على سبيل المثال من خلال خوارزمية عوملة جديدة. ولكن في هذه المرحلة، يكون النظام بأكمله معطلاً والبنية التحتية بأكملها عفا عليها الزمن - يجب إعادة إنشاء مفاتيح جديدة وسيعتمد النظام الجديد أيضًا على بعض الافتراضات حول صعوبة العوملة.
بسبب هذه الهشاشة المتأصلة، والتي هي أكثر عمقًا مع التصويت الإلكتروني، يجادل بعض الاقتصاديين بأنه لا ينبغي أبدًا تجريد وحدات الحساب أو الخلط بينها وبين الوحدات الاسمية أو الرموز المميزة المستخدمة في التبادل. الوسيط هو مجرد وسيط، ويجب عدم الخلط بينه وبين الرسالة.[محل شك]

## فهرس
- جونز، روبرت أ. «أصل وتطور وسائط التبادل». مجلة الاقتصاد السياسي 84 (نوفمبر 1976): 757-775.